# Laguna Seca (Loa)
La laguna Seca es una masa superficial de agua ubicada en los orígenes del río Loa, en la Región de Antofagasta de Chile.

## Historia
Seca (Laguna) 21° 07' 68° 35' Es pequeña i se encuentra en la parte superior del cajón del Loa, al pié SW del cerro Alconcha. 154; i Seco en 156.